# Ronny Jost
Ronny Jost (* 25. Mai 1988 in Thun) ist ein Schweizer Autorennfahrer und startet im European Touring Car Cup (ETCC).

## Karriere
Nachdem Ronny Jost seine Motorsportkarriere im Zweiradsport begonnen hatte, wechselte er 2011 in den Tourenwagensport. Er startete für drei Rennen im ADAC Chevrolet Cruze Cup und für weitere drei Rennen im Deutschen Seat Leon Supercopa und erreichte den dritten Rang in der Gastfahrer-Wertung.
2012–2013 wechselte Ronny Jost in die DMV TCC. Im ersten Jahr erreichte er, mit diversen Podest Platzierungen, Platz 4 in der Tourenwagen Wertung. Im Folgejahr erreichte Ronny Jost den dritten Platz in der Tourenwagen Wertung.
2014 wechselte Ronny Jost mit seinem Seat Leon Supercopa Mk2 in den European Touring Car Cup (ETCC). Er erreichte am Ende den vierten Rang in der Single-Make-Trophy (SMT) mit nur einem Punkt Rückstand auf Platz drei.
2015 startet Ronny Jost erneut in dem European Touring Car Cup (ETCC), mit einem Seat Leon Cupracer Mk3.

## Persönliches
Ronny Jost absolvierte die Lehre als Automechaniker und arbeitet im elterlichen Betrieb.

## Karrierestationen
| - 2004–2010: Zweirad-Sport (Schweizermeistertitel im Jahr 2006) - 2011: Seat Leon Supercopa (Platz 3 Gastfahrerwertung) - 2012: DMV TCC (Platz 4 Tourenwagenwertung) | - 2013: DMV TCC (Platz 3 Tourenwagenwertung) - 2014: European Touring Car Cup (ETCC) (Platz 4 SMT) - 2015: European Touring Car Cup (ETCC) |